# Cameca
CAMECA est une entreprise française exerçant dans le domaine de l’instrumentation scientifique, plus particulièrement dans les instruments d’analyse des matériaux à base de faisceaux de particules chargées, ions ou électrons.

## Historique
La société a été fondée comme filiale de la Compagnie générale de la télégraphie sans fil (CSF), en 1929, sous le nom de Radio-cinéma au moment de l'émergence du cinéma parlant. Il s'agissait alors de concevoir et fabriquer des projecteurs de cinéma qui puissent équiper de grandes salles comme le Gaumont-Palace.
Après la Seconde Guerre mondiale, sous l'impulsion de Maurice Ponte, directeur général de la CSF, la société industrialise des instruments scientifiques développés dans des laboratoires universitaires français : spectromètre optique à étincelle au début des années 1950, puis microsonde de Castaing à partir de 1958, puis analyseurs ioniques relevant de la technique SIMS à partir de 1968. C'est également au début des années 1950 que la société s'établit dans l'usine de Courbevoie, boulevard Saint-Denis, où elle restera plus de cinquante ans. Les spectromètres à étincelles ont été abandonnés à la fin des années 1950.
La société a pris le nom de CAMECA  en 1954, sigle pour Compagnie des applications mécaniques et électroniques au cinéma et à l'atomistique. L'activité des projecteurs de cinéma ne se poursuit pas au-delà de 1960, mais l'activité cinématographique connaît cependant au cours des années 1960 un regain éphémère avec l'aventure du Scopitone.
À partir de 1977 et du lancement de l'IMS3F, Cameca détient un quasi-monopole dans le domaine du SIMS magnétique, alors qu'elle doit partager le marché des microsondes de Castaing avec des concurrents japonais, notamment JEOL (en). L'industrie des semi-conducteurs représente un débouché très important pour le SIMS magnétique. À la fin du XXe siècle, Cameca prend pied dans une troisième technique analytique, la sonde atomique tomographique (TAP).
En 1987, Cameca quitte le groupe Thomson-CSF et fait l'objet d'une opération de reprise par le management et les salariés (LBO). En 2001, elle est vendue à un fonds d'investissement français, puis au fonds d'investissement américain Carlyle Group qui revend la société en 2007 au groupe américain Ametek.
Le nombre de salariés en France se situe autour de 200 depuis 1975. Les filiales créées depuis 1975 respectivement aux États-Unis, au Japon, en Corée, à Taïwan et en Allemagne exercent des activités commerciales et de maintenance et emploient quelques dizaines de personnes.

## La société en 2011
En 2011, selon le site Internet de la société, les produits du catalogue se répartissent en deux types d'activité distincts : les instruments scientifiques pour la recherche et la métrologie pour l'industrie des semi-conducteurs. Ce dernier marché est celui des salles blanches des unités de fabrication pour lesquelles une mouture de la microsonde de Castaing basée sur la technique LEXES (Low Energy Electron induced X-Ray emission Spectrometry) a été développée au début du XXIe siècle.
Les instruments de Cameca sont très connus des milieux de la recherche universitaire dans le domaine de la géologie et des sciences de l'Univers, ce qui vaut à la société d'être citée des dizaines de fois dans des revues telles que Nature ou Science.
En 2010, Ametek a acheté la société américaine Imago Scientific Instruments (en), spécialisée dans la sonde atomique, pour la rattacher à Cameca qui détient de ce fait le monopole dans la technique de la sonde atomique.